# 龙虎石刻
龙虎石刻，位于中国吉林省珲春市清河街，为一个省级文物保护单位，类型为石刻，公布时间为1981年4月20日。该文物保护单位由珲春市文物管理所管理。
龙虎石刻的历史年代为清代。